# Kalumnieneid
Der Kalumnieneid (lateinisch iuramentum calumniae, etwa: Schwur keine falsche Anklage zu erheben; auch: Gefährde- oder Schikaneeid) ist ein amtseidähnlicher promissorischer Eid. Er umfasste in Zivil- und Strafprozessen das zukünftige Versprechen, dass weder die Prozessparteien noch ihre Prozessvertreter sich im Gerichtsverfahren mutwillig oder bösartig verhalten werden. Mit dem Kalumnieneid sollte verleumderischen oder sonstigen schikanösen Anklagen vorgebeugt werden. Auch wurde das Versprechen abgenommen, dass keine Prozessverschleppung verfolgt wird.
Der Kalumnieneid hat seine Wurzeln im Formularprozess, einem Gerichtsverfahrenstyp des römischen Rechts. Der Kläger musste versprechen, keine arglistig motivierte Klage zu erheben. Der Beklagte musste im Gegenzug versprechen, dass er sich treugläubig verteidigt. Diese Pflicht konnte im klassischen Recht der Kläger dem Beklagten zuschieben (iusiurandum necessarium). Verweigerte der Beklagte den Schwur, verlor er den Prozess. Justinian I. machte ihn zur Prozessvoraussetzung für Vernehmungen.
Eine frühe Erwähnung erfuhr der Kalumnieneid in der Rezeptionsgeschichte bei den Glossatoren im Jahr 1186 und dann wieder ab dem 16. Jahrhundert mit dem römisch-kanonischen Verfahren am Ende des Spätmittelalters im Übergang zur Neuzeit. Besonders der Humanist Johann Oldendorp beschäftigte sich mit dem Beweisrecht. Der Vernehmung vorausgehen musste seiner Auffassung nach die Ableistung des Kalumnieneids, da der Aussage ansonsten kein Glauben geschenkt werden konnte.
Später ging der Kalumnieneid institutionell verloren. Eine Entsprechung fand er im modernen Recht im Rechtsschutzinteresse und in der Strafbarkeit wegen falscher Anschuldigung.